# Вилма Еспин
Вилма Луција Гилос Еспин (шп. Vilma Lucila Espín Guillois; Сантијаго де Куба, 7. април 1930 — Хавана, 18. јун 2007) била је кубанска револуционарка, феминисткиња и хемијска инжењерка.
Била је удата за Раула Кастра, председника Кубе и брата Фиделa Кастра. Иза себе је оставило четворо деце: Дебору, Маријелу, Нилсу и Алејандра Кастра Еспина, као и седморо унучади. Њена ћерка Маријела Кастро тренутно је председница Кубанског националног центра за сексуалну едукацију, а њен син Алејандро Кастро Еспин је пуковник у Министарству унутрашњих послова Кубе.

## Младост
Вилма Еспин је рођена 7. априла 1930. године у граду Сантијаго де Куба. Њени родитељи су били отац Јосе Еспин, кубански адвокат и мајка Маргарита Гилос. Док је похвађала основну школу, бавила се балетом и певала, током 40-их 20. века. 50-их година студирала је Хемијско инжењерство на Универзитету Ориенте у свом родном граду, док је постдипломске студије завршила на Масачусетском технолошком институту у Кембриџу.

## Улога у кубанској револуцији
Након заврешних студија, када се вратила на Кубу, постала је више укључена у опозицију кубанског председника и диктатора Фулгенсиа Батисте. Састанак са револуционарним лидером Франком Паисом довео је до тога да Вилма постане лидер револуционарног покрета у покрајини Оријенте.
Еспин је упознала браћу Кастро који су се преселили у Мексико након неуспелог оружаног напада на касарне Монцада. Раул Кастро и Еспин венчали су се 26. јануара 1959. године. Вилма Еспин је била једна од најзначајнијих револуционара и спречила је било какву интервенцију владе Сједињених Држава на подручју Кубе.
Године 1957. генерал ЦИА Лиман Киркпатрик послат је у покрајину Оријенте, на Кубу, да би сазнао да ли покрет Фидел Кастра Џулио 26 имао везе са комунизмом. Послан је да се састане са неким од главних финансијских присталица Кубе у револуцији. Највећа од њих била је компанија названа Бакарди коропрација, чији је главни адвокат био отац Вилме Еспин. Вилма је прихватала је да седне и упозна са генералом Киркпатриком. На питање о везама Фидела Кастра, Раула Кастра и Че Геваре и њихове повезаности са комунизмом, она је одговорила рекавши да су те тврдње биле смешне.
Вилма Еспин је давала отворену подршку родној равноправности на Куби. Њено укључивање у револуцију помогло је трансформацији родних норми на Куби и 1960. године, Вилма је постала председник Федерације жена са Кубе. Значајно се залагала и за женску писменост, право жена на рад и предавање жена о основним вештинама у здравству и образовању. Године 1960, када су извршени напади на плантаже трске и шећера широм Кубе, непосредно пред инвазију у Заливу свиња, Федерација жена Кубе креирала је Ургентну медицинску бригаду која је служила за мобилизацију жена против контрареволуције.
Вредности за које се Еспин залагала, подржавали су Фидел Кастро и кубанска влада. 1966. године Фидел Кастро је одржао говор у земљи, позивајући жене да се придруже радној снази. Због великог броја жена које су се након тога запошљавале, Федерација жена Кубе је створила центре за децу радних жена.

## Улога у кубанској влади
Еспин је била председник Федерације жена Кубе, од њеног оснивања 1960. године, све до њене смрти 2007. године. У тој организацији чланство је имало више од 3,5 милиона жена са Кубе. Еспин је такође била члан Државног већа Кубе, као и члан Централног комитета и Политичког бироа Комунистичке партије Кубе од 1980. до 1991. године.
Еспсин се често називала "Прва дама" Кубе због њене блиске везе са браћом Кастро. Била је укључена у доношење кубанског породичног закона из 1975. године који је захтевао заједнички рад у кући између мушкарца и жене.
Еспин је такође руководила кубанском делегацијом на Првом латиноамеричком конгресу о женама и деци у Чилеу септембра 1959. године. Такође је предводила кубанске делегације на конференцијама о женама одржаним у Мексику, Копенхагену, Наиробију и Пекингу.

## Смрт
Еспин је преминула у Хавани, 18. јуна 2007. године, након дуге болести. Званични жалостни период је проглашен од 8 часова. 18. јуна до 10 часова. 19. јуна. Фидел Кастро је држао говор за Еспин, дан након њене смрти, хвалећи њене врлине и рад.
Њено тело је кремирано, а посмртни остаци налазе се у маузолеју Френте Франк Паис у граду Сантијаго де Куба.